# Saurauia horrida
Saurauia horrida är en tvåhjärtbladig växtart som beskrevs av Kanehira och Hatusima. Saurauia horrida ingår i släktet Saurauia och familjen Actinidiaceae. Inga underarter finns listade i Catalogue of Life.